# Arthur Coadou
Arthur Marie Marcel (son prénom d'usage) Coadou (7 février 1897 à Saint-Brieuc - 22 octobre 1985 à Saint-Raphaël) est un as de l'aviation français de la Première Guerre mondiale, au cours de laquelle il remporte neuf victoires aériennes homologuées, sur un total de quinze victoires revendiquées.

## Première Guerre mondiale
Fils d'un marin breton, Marcel Coadou se passionne pour la mécanique et n'a que 17 ans en 1914, étant trop jeune pour être mobilisé. Il décide de passer de lui-même son brevet de pilote civil à Buc le 6 mai 1915 et s'engage ensuite dans l'armée pour la durée de la guerre, choisissant la spécialité de l'aviation. Il est envoyé suivre une formation de pilote militaire le 1er juillet 1915. Le 22 septembre, il est transféré à Étampes pour une formation complémentaire.
Le 19 janvier 1916, il reçoit le brevet de pilote militaire no 2445. Cinq jours plus tard, il est transféré au 13e groupe d'aviation. Le 1er février 1916, il est promu au grade de caporal. Le 29 avril 1916, il est envoyé au sein de l'escadrille C9 (le 'C' signifiant que les pilotes de l'escadrille volaient sur des avions d'observation biplan Caudron). Le 16 juillet, Coadou est promu au grade de sergent
Le 25 janvier 1917, il entame une nouvelle formation. Le 4 mai, il est assigné à l'escadrille 88 et vole désormais sur des chasseurs SPAD. Le 1er octobre 1917, il est promu au grade d'adjudant.
Coadou remporte sa première victoire aérienne le 19 mai 1918, près de Grisolles. Le 1er août 1918, il abat un Fokker D.VII allemand. Le 30 du même mois, il est blessé au combat. Mais la blessure n'est que superficielle et il est à nouveau en l'air quelques jours plus tard pour remporter sa deuxième victoire, le 4 septembre, qu'il partage avec François Delzenne (en). Coadou continue à remporter des victoires jusqu'à la fin de la guerre. Lorsque l'Armistice est signé, Coadou aura passé 732 heures de vol et pris part à 59 combats aériens.

## Entre-deux-guerres
Le 28 mars 1919, Marcel Coadou est nommé chevalier de Légion d'honneur en reconnaissance de ses actes de service pendant la Guerre, mentionnant un total de 7 victoires aériennes homologuées, deux autres étant homologuées ultérieurement. Il reçoit également la Croix de guerre avec six palmes et une étoile d'argent, et sera cité à l'ordre de l'armée britannique.
Il possède un domicile à Trébeurden, le manoir de Trovern. Sur la plage proche de Saint-Michel-en-Grève, où il est l'origine de l'aéroclub, il a procédé aux essais d'un prototype d'automobile imaginé par ses soins : l'aérolithe, qu'il cédera à son ami trébeurdinais et architecte Roger Le Flanchec.
Au 19 octobre 1931, Coadou apparaît sur le registre français des propriétaires d'avions civils en tant que détenteur d'un Farman F.232 immatriculé F-ALLS avec lequel il se livre à deux tours de France (1931 et 1932). C'est au nombre de ses élèves que se détache Sabine Leyritz, qui l'épouse et lui donne deux enfants.

## Seconde Guerre mondiale
Promu commandeur de la Légion d'honneur[source insuffisante] en 1937, le commandant Coadou prend part, par la suite, à la Seconde Guerre mondiale, au sein du groupe de chasse 1/2.

## Distinctions
- Croix de guerre 1914–1918
- Commandeur de la Légion d'honneur (1937)
- Croix de guerre 1939–1945
- médaille d'honneur de l'aéronautique (1954)